# Fußball-Weltmeisterschaft 1938/Finale
Die Finalspiele der Fußball-Weltmeisterschaft 1938:

## Spiel um Platz 3

### Brasilien – Schweden 4:2 (1:2)
| Brasilien                                                  | Brasilien | Schweden | Schweden |
| ---------------------------------------------------------- | --- | --- | -------- |
| Brasilien                                                  | \| Sonntag, 19. Juni 1938 in Bordeaux (Stade du Parc Lescure) \| \| Zuschauer: 12.000 \| \| Schiedsrichter: John Langenus ( Belgien) \| \| Spielbericht \| | \| Sonntag, 19. Juni 1938 in Bordeaux (Stade du Parc Lescure) \| \| Zuschauer: 12.000 \| \| Schiedsrichter: John Langenus ( Belgien) \| \| Spielbericht \|                                            | Schweden |
| Brasilien                                                  | Batatais – Domingos, Arthur Machado – Zezé Procópio, Brandão, Afonsinho – Roberto, Léônidas , José Perácio, Romeu, Patesko Cheftrainer: Adhemar Pimenta    | Henock Abrahamsson – Ivar Eriksson, Erik Nilsson – Erik Almgren, Arne Linderholm, Kurt Svanström – Curt Bergsten, Åke Andersson, Harry Andersson, Sven Jonasson, Arne Nyberg Cheftrainer: József Nagy | Schweden |
| Brasilien                                                  | 1:2 Romeu (44.) 2:2 Leônidas (63.) 3:2 Leônidas (74.) 4:2 Perácio (80.)                                                                                    | 0:1 Jonasson (28.) 0:2 Nyberg (38.) | Schweden |
| Sonntag, 19. Juni 1938 in Bordeaux (Stade du Parc Lescure) | | |          |
| Zuschauer: 12.000                                          | | |          |
| Schiedsrichter: John Langenus ( Belgien)                   | | |          |
| Spielbericht                                               | | |          |

### Spielbericht
Im Halbfinale waren am 16. Juni Brasilien mit 1:2 an Titelverteidiger Italien und Schweden mit 1:5 an Ungarn gescheitert. Das Spiel um Platz 3 fand am 19. Juni in Bordeaux statt. Die Skandinavier traten mit neu formierter Elf an. Keller, Källgren, Jacobsson und Wetterström wurden durch Nilsson, Linderholm, Persson und Ake Andersson ersetzt. Auf Seiten der Brasilianer wurde gegenüber dem Halbfinalspiel wieder Torjäger Leonidas berücksichtigt. Die Südamerikaner wurden durch eine 2:0-Führung der Schweden wachgerüttelt und kamen in der 43. Spielminute zum 1:2-Anschlusstreffer. Die Wende ging von dem Torschützenkönig dieses WM-Turnieres aus, Leonidas brachte mit zwei Treffern die Brasilianer mit 3:2 Toren in Führung. Torhüter Henock Abrahamsson stand pausenlos im Blickpunkt, aber gegen den Treffer zum 4:2 in der 80. Spielminute, der den Endstand markierte, war er machtlos. Das Spiel war in der zweiten Spielhälfte auf gutem Niveau und Brasilien hatte bewiesen, dass man zu den stärksten Teams der Welt gehörte.

## Finale

### Italien – Ungarn 4:2 (3:1)
| Italien                                                             | Italien | Ungarn | Ungarn | Aufstellung                      |
| ------------------------------------------------------------------- | --- | --- | ------ | -------------------------------- |
| Italien                                                             | \| Sonntag, 19. Juni 1938 in Colombes (Stade Olympique Yves-du-Manoir) \| \| Zuschauer: 45.000 \| \| Schiedsrichter: Georges Capdeville ( Frankreich) \| \| Spielbericht \|                                | \| Sonntag, 19. Juni 1938 in Colombes (Stade Olympique Yves-du-Manoir) \| \| Zuschauer: 45.000 \| \| Schiedsrichter: Georges Capdeville ( Frankreich) \| \| Spielbericht \|                           | Ungarn | Aufstellung Italien gegen Ungarn |
| Italien                                                             | Aldo Olivieri – Alfredo Foni, Pietro Rava – Pietro Serantoni, Miguel Andreolo, Ugo Locatelli – Amedeo Biavati, Giuseppe Meazza , Silvio Piola, Giovanni Ferrari, Gino Colaussi Cheftrainer: Vittorio Pozzo | Antal Szabó – Gyula Polgár, Sándor Bíró – Antal Szalay, György Szűcs, Gyula Lázár – Ferenc Sas, Jenő Vincze, György Sárosi , Gyula Zsengellér, Pál Titkos Cheftrainer: Károly Dietz & Alfréd Schaffer | Ungarn | Aufstellung Italien gegen Ungarn |
| Italien                                                             | 1:0 Colaussi (6.) 2:1 Piola (16.) 3:1 Colaussi (35.) 4:2 Piola (82.) | 1:1 Titkos (8.) 3:2 Sárosi (70.) | Ungarn | Aufstellung Italien gegen Ungarn |
| Sonntag, 19. Juni 1938 in Colombes (Stade Olympique Yves-du-Manoir) | | |        |                                  |
| Zuschauer: 45.000                                                   | | |        |                                  |
| Schiedsrichter: Georges Capdeville ( Frankreich)                    | | |        |                                  |
| Spielbericht                                                        | | |        |                                  |

### Spielbericht
Die Voraussetzungen vor dem Finalspiel waren unterschiedlich. Auf den Schultern der italienischen Titelverteidiger lastete die Favoritenbürde. Trainer Vittorio Pozzo hatte zwar im Vergleich zur WM 1934 eine fast gänzlich neue Elf geformt (aus dem WM-Finale von 1934 waren mit Meazza und Ferrari noch zwei Akteure dabei), aber mit den gezeigten Leistungen bei den Erfolgen gegen Gastgeber Frankreich und im Halbfinale gegen das überzeugende Brasilien, war die Squadra Azzurra zum Titelanwärter Nummer 1 avanciert. Die Ungarn dagegen vertrauten auf ihr technisch brillantes Offensivspiel und darauf, dass die Franzosen nicht vergessen hatten, dass Italien ihre Mannschaft im Viertelfinale aus dem Turnier geworfen hatte. Trainer Alfred Schaffer hatte bis kurz vor dem Anpfiff mit Personalsorgen zu kämpfen. Einige Akteure waren seit längerem angeschlagen. Den Halblinken Toldi beispielsweise musste er mit dem Debütanten Polgar ersetzen und schließlich wurde der etatmäßige Mittelläufer Turai mit Szücs ausgetauscht.
Grundsätzlich ließ Pozzo im Sturm im „WM-System“ und in der Verteidigung mit drei „Backs“ agieren. Das Spiel war ausgerichtet auf Silvio Piola, der vor dem Endspiel von Journalisten zum Spieler des Turnieres gewählt worden war.
Die Pozzo-Elf begann das Spiel stürmisch und setzten die Schaffer-Schützlinge unter Druck. Piola legte in der 6. Minute für Linksaußen Colaussi vor und der hatte keine Mühe, Szabo aus rund acht Metern trotz spitzem Winkel zur 1:0-Führung zu überwinden. Aber die Mannen aus Budapest schlugen zurück, Sarosi leistete die Vorarbeit und Linksaußen Titkos glich sofort zum 1:1 aus. Italien blieb aber trotz des Ausgleichstreffers in der Offensive. Der in großer Form auftretende Torjäger Piola erzielte in der 16. Minute die Führung. Ungarn antwortete mit verstärkten Angriffsbemühungen und Italien verlegte sich auf Konter. Zehn Minuten vor dem Halbzeitpfiff verwertete Colaussi ein Zuspiel von Meazza zur 3:1-Halbzeitführung. Nach Wiederbeginn stürmte Ungarn in einer Daueroffensive. Es dauerte bis zur 70. Minute, ehe Sarosi eine Kopfballvorlage des Halbrechten Vincze zum 2:3-Anschlusstreffer verwandeln konnte. Trotz weiterer Angriffsbemühungen gelang nicht der Ausgleich, im Gegenteil, in der 82. Minute entschied Piola mit seinem zweiten Treffer zum 4:2 das Finale. Italien hatte seinen Titel erfolgreich verteidigt. Im Gegensatz zu dem umstrittenen Sieg von 1934 haftete dem 1938er-Triumph kein schaler Beigeschmack an, die Titelverteidigung glückte nach einer ausgezeichneten Turnierleistung. Triumphator war Vittorio Pozzo, der mit dem Finale von Paris den Zenit seiner Laufbahn erreicht hatte.